# Fenomenologia
Fenomenologia (z gr. phainomenon – „to, co się jawi”) – XX-wieczny kierunek filozoficzny, polegający na opisie i oglądzie tego, co bezpośrednio jest dane.
Głównymi twórcami i reprezentantami są Edmund Husserl oraz Max Scheler (w dużej mierze niezależny od Husserla). Terminem tym określa się także wytworzoną przez ten kierunek metodę badań filozoficznych, stosowaną przez filozofów egzystencji.

## Nazwa
Określenia „fenomenologia” prawdopodobnie jako pierwszy użył J. H. Lambert w Neues Organum (1764). Słowo to wystąpiło także u Kanta (Metaphysische Anfangsgrunde der Naturwissenschaft, 1786), Hegla (Phenomenologie des Geistes, 1807) i innych. Znaczenie terminu u każdego z wymienionych autorów jest bardzo różne. Żaden nie używał tego terminu do określenia dokładnie zdeterminowanej metody myślenia.

## Metoda fenomenologiczna
Metoda fenomenologiczna polega na opisie i oglądzie tego, co bezpośrednio jest dane. Jest to metoda filozofowania, która odbiega od codziennych sposobów orientowania się w rzeczywistości. Podejście fenomenologiczne różni się od naturalnego nastawienia bezzałożeniowością. W nastawieniu naturalnym mamy na temat świata pewne założenia, domysły, teorie, spekulacje. Fenomenologia nawołuje do ich odrzucenia po to, by przyjrzeć się światu tak, jak się on jawi. Edmund Husserl postulował powrót do rzeczy samych. Ma temu służyć redukcja fenomenologiczna (epoché), która oznacza wzięcie w nawias, zawieszenie przekonania o realnym istnieniu świata i poznającego podmiotu. Epoché miała sprawić, że świadomość stanie się czysta (pozbawiona założeń), będzie traktować świat wyłącznie jako fenomeny, zjawiska.
Dla fenomenologii ważne znaczenie ma pojęcie intencjonalności, które Husserl zapożyczył od swojego nauczyciela Franza Brentana. Według Brentana intencja jest relacją łączącą umysł, świadomość z treścią lub przedmiotem. Relacja intencjonalna składa się z dwóch członów: noezy i noematu. Noeza to akt świadomościowy, a noemat – przedmiot dany w tym akcie. Brentano przypisywał intencjonalność wszystkim stanom umysłowym. Husserl zauważył, że tak nie jest, niektóre stany nie są intencjonalne: np. ani nastrój, ani stan ducha nie są nakierowane na coś.
Fenomenologowie przejęli też od Brentana fascynację oczywistością. Fenomenologia zaczyna budować teorię od tego, co oczywiste. Sądy powinny być oczywiste, powinna je cechować „świetlista pewność”. Husserl przejął od swojego nauczyciela ewidencjonalistyczną koncepcję prawdy. Według niego oczywistość właściwie rozumiana jest przeżyciem prawdy.
Wśród innych ważnych pojęć fenomenologii znajduje się analiza eidetyczna, czyli dążenie do uchwycenia istoty tego, co dane, ideacja, docieranie do istoty zjawisk, widzenie istotnościowe. W naoczności istotnościowej dana jest czysta istota zjawiska. Uchwycenie tej istoty nie musi być przeprowadzone na wielu przykładach, wystarczy nawet jeden lub tylko naoczność wyobrażeniowa (przykład wyobrażony).
Podejście fenomenologiczne w badaniach religii, zapoczątkowane przez Gerardusa van der Leeuwa i – na szeroką skalę – Mirceę Eliadego pozwoliło przezwyciężyć analizę religijną jako osadzoną w realiach religijnych podmiotu analizującego i stanowiło początek nowoczesnego religioznawstwa.

## Przedstawiciele fenomenologii
- Leopold Blaustein
- Martin Heidegger
- Dietrich von Hildebrand
- Edmund Husserl
- Roman Ingarden
- Emmanuel Levinas
- Maurice Merleau-Ponty
- Jan Patočka
- Adolf Reinach
- Paul Ricœur
- Jean-Paul Sartre
- Max Scheler
- Edyta Stein
- Alfred Schutz
- Ewa Sowa
- Jan Szewczyk
- Józef Tischner
- Michel Henry